# Făcăeni, Ialomița
Făcăeni este satul de reședință al comunei cu același nume din județul Ialomița, Muntenia, România.
Este un grup financiar , social si traditional . Obiceiurile si traditile , fiind primele pe comuna , ajuta la incadrarea satului in Romania. 